# Chiropterotriton magnipes
Chiropterotriton magnipes là một loài kỳ giông trong họ Plethodontidae.
Nó là loài đặc hữu của México.
Các môi trường sống tự nhiên của chúng là các khu rừng vùng núi ẩm nhiệt đới hoặc cận nhiệt đới, hang, và chỗ ở ngầm dưới đất (không hẳn là hang).
Nó bị đe dọa do mất môi trường sống.